# 張立昂
張立昂（英文名：Marcus Chang，1983年5月28日—），台灣男演員、歌手及詞曲作家。出生於台灣台北市，小學畢業後赴紐西蘭求學成長。因擁有帥氣的外型，飾演過多個高富帥角色，被譽為「偶像劇霸總專業戶」。2014年參演電影《等一個人咖啡》出道，隨後主演多部人氣偶像劇，包括《1989一念間》、《浮士德的微笑》、《三明治女孩的逆襲》及《浪漫輸給你》。2018年發行首張個人創作EP《正負1》，2019年發行第二張EP《Oxymoron 矛盾體》，2020年推出單曲《輸給你》。2021年憑藉《浪漫輸給你》獲得第16屆首爾國際電視節「亞洲明星獎」。2023年主演電視劇《鬼之執行長》。

## 早年生活
出生於台灣台北市，小學畢業後被送往紐西蘭寄宿學校，就讀於奧克蘭聖彼得中學。年幼時便體會到異鄉求學的孤獨與挑戰，並學會獨立。為了尋求慰藉，開始接觸音樂，自幼學習鋼琴以及吉他，15歲時創作第1首歌曲，開啟音樂之路。17歲時立志成為創作歌手，然而家裡經商，父母希望他返台繼承家族事業。
2005年，畢業於奧克蘭大學表演藝術學系，主修流行音樂以及錄音工程，選修爵士鋼琴。 大學畢業後，因為父親健康出狀況而返台幫忙家業，所幸經過治療後，父親恢復健康。
2007年，參加歌唱選秀節目《超級星光大道》擔任大魔王與梁文音比賽。
2009年，服完兵役後，因為家人反對他從事音樂工作，選擇離家自力更生。期間曾經到兒童樂園以及動物園打工，穿過玩偶裝，也擔任過婚禮攝影師，同時替兒童劇團與廣告創作歌曲。
家中成員有父母親以及小他3歲的弟弟。

### 第二屆《超級星光大道》踢館PK成績
| 集數 | 首播日期       | 比賽主題         | 演唱歌曲   | 原唱者 | 分數 | 備註             |
| ---- | -------------- | ---------------- | ---------- | ------ | ---- | ---------------- |
| 19   | 2007年11月23日 | 一對一PK賽 Part1 | 《Julia 》 | 王力宏 | 14   | 敗梁文音（18分） |

## 演藝經歷
2012年後拍了廣告後因外型出眾，被柴智屏的經紀公司相中，簽約為旗下藝人。2014年在九把刀編劇和監製的電影《等一個人咖啡》嶄露頭角，飾演「楊澤于」一角，與宋芸樺及禾浩辰一起正式出道。2015年接拍電視劇《致，第三者》。
2016年首次主演三立華劇《1989一念間》飾演男主角「陳澈」人氣急升，創下近年來華劇最高收視（3.03），亦奪得第5屆華劇大賞「最佳潛力新星獎」。同年11月主演電視劇《浮士德的微笑》飾演男主角「趙以霆」。
2018年主演電視劇《三明治女孩的逆襲》飾演男主角「駱承凱」並演唱片尾曲。同年加盟索尼音樂並在8月31日發行首張個人全創作EP《±1》，在博客來、佳佳、光南三大唱片通路攻下實體專輯銷售冠軍 。
2019年3月9日舉辦個人首場售票音樂會「感應 張立昂」。同年10月15日為紀念發片滿一週年推出限量1000套週年紀念商品《Marcourageous 無畏》， 收錄全新單曲《Tonight I’m Here》。12月26日發行第二張個人全創作EP《Oxymoron 矛盾體》。2020年8月26日舉辦第二次個人售票演唱會「Oxymoron 矛盾體」演唱會。
2020年6月主演偶像劇《浪漫輸給你》，劇中一人分飾兩角，現實世界中冷靜穩重的集團執行長「賀天行」和言情小說裡傲嬌的霸道總裁「司徒傲然」，深受許多觀眾喜愛，同時演唱及親自操刀創作片尾曲《輸給你》獲得好評。該劇亦是與宋芸樺繼《等一個人咖啡》後再度合作，並且是兩人出道以來最大尺度的作品。
2021年10月21日憑藉《浪漫輸給你》在第16屆首爾國際電視節榮獲「亞洲明星獎」。
2022年4月因肺塌陷緊急插管治療，住院長達11天，經過近一年的復健及休養，才重回螢光幕前。 2023年接拍電視劇《鬼之執行長》飾演男主角「關恆煒」。
2024年10月出席在東京國際影視展舉辦影集《男公館》的卡司記者會，坦言被肺塌陷折磨很久，因之後曾復發，出現氣胸現象，期間確診兩次新冠肺炎，所幸目前已完全恢復健康。 2025年3月與《男公館》同劇演員一同出席香港國際影視展，同時承諾未來將舉辦海外見面會。

## 演出作品

### 電視劇
| 年份   | 頻道                   | 戲劇名稱         | 角色           | 性質       |
| 2015年 | 台視、東森綜合台       | 致，第三者       | 張振倫         | 第二男主角 |
| 2015年 | LINE TV                | 同樂會           | 朱家豪         | 客串       |
| 2016年 | 三立都會台、東森綜合台 | 1989一念間       | 陳澈           | 第一男主角 |
| 2016年 | 台視、三立都會台       | 浮士德的微笑     | 趙以霆         | 第一男主角 |
| 2018年 | 台視、三立都會台       | 三明治女孩的逆襲 | 駱承凱         | 第一男主角 |
| 2019年 | 台視、三立都會台       | 網紅的瘋狂世界   | Roy            | 客串       |
| 2020年 | 台視、三立都會台       | 浪漫輸給你       | 賀天行司徒傲然 | 第一男主角 |
| 2022年 | 中視、衛視中文台       | 仙女姐姐來我家   | 天相星         | 客串       |
| 2023年 | 華視、三立都會台       | 鬼之執行長       | 關恆煒         | 第一男主角 |
| 2025年 | KKTV                   | 印象青春         | 美術系教授     | 客串       |
| 2026年 | AXN                    | 男公館           | Tony           | 第一男主角 |

### 電影
| 年份   | 片名                             | 飾演角色 | 性質   | 備註         |
| 2014年 | 等一個人咖啡                     | 楊澤     | 男主角 |              |
| 2017年 | 治療屍                           | 許德     | 男主角 | 馬來西亞電影 |
| 2018年 | 有五個姊姊的我就註定要單身了啊！ | 徐焦男   | 客串   |              |
| 2019年 | 灼人秘密                         | 傅東     | 客串   |              |
| 2021年 | 月老                             | 大學男友 | 客串   |              |

### 電視電影
| 年份   | 片名   | 角色   | 性質   | 備註               |
| 2018年 | 噬膽72 | 方程威 | 男主角 | 緯來電影台電視電影 |

### 短篇電影
| 年份   | 片名 | 角色 | 性質 | 備註                                  |
| 2018年 | 幕後 | 傅東 |      | 收錄於2018金馬國際影展VR電影「5x1」中 |

### 舞台劇
| 年份   | 劇名   | 角色   | 備註       |
| 2015年 | 偷偷愛 | 陳雨晨 | 4/24～4/26 |

### 音樂錄影帶(MV)
| 年份   | 歌名       | 原唱者 |
| 2018年 | 家珍       | 江美琪 |
| 2020年 | 記得捨不得 | 蔡佩軒 |
| 2025年 | 霞 Glow    | 宋德鶴 |

1. ↑  張立昂僅出現於《浪漫輸給你》戲劇片段。

## 音樂作品

### 個人EP
| EP # | EP名稱          | EP資料                                                               | 曲目                                               |
| ---- | --------------- | -------------------------------------------------------------------- | -------------------------------------------------- |
| 1st  | ±1              | * 發行日期：2018年8月31日 - 語言：國語 - 唱片公司：台灣索尼音樂娛樂  | - Still Love You - 星空左右 - 我們之間 - 脫單會社  |
| 2nd  | Oxymoron 矛盾體 | - 發行日期：2019年12月26日 - 語言：國語 - 唱片公司：台灣索尼音樂娛樂 | - 我們之間2.0 - 說說話 - 1440分 - Tonight I'm Here |

### 單曲
| 發行日期       | 歌曲名稱                   | 備註                                                                                                  |
| -------------- | -------------------------- | --- |
| 2018年4月20日  | Still Love You             | 收錄於首張EP《±1》                                                                                    |
| 2018年5月21日  | 星空左右                   | 收錄於首張EP《±1》                                                                                    |
| 2019年3月3日   | 感應心電                   | |
| 2019年10月15日 | Tonight I’m Here           | 偶像劇《浪漫輸給你》插曲 收錄於《Marcourageous 無畏》1st Anniversary 週年紀念商品及第二張EP《矛盾體》 |
| 2020年6月5日   | 輸給你                     | 偶像劇《浪漫輸給你》片尾曲                                                                            |
| 2023年7月28日  | 突然想見你（與劉奕兒合唱） | 偶像劇《鬼之執行長》插曲                                                                              |

### 詞曲創作
| 年份   | 歌曲名稱             | 演唱          | 作曲                 | 作詞   | 備註                                                   |
| ------ | -------------------- | ------------- | -------------------- | ------ | ------------------------------------------------------ |
| 2011年 | When it comes to you | 張立昂        | 張立昂               | 張立昂 | 電視劇《真愛配方》插曲                                 |
| 2011年 | I'll Be There        | 張立昂        | 張立昂               | 張立昂 |                                                        |
| 2012年 | Don't let me know    | 張立昂        | 張立昂               | 張立昂 |                                                        |
| 2012年 | 連鎖效應             | 張立昂        | 張立昂               | 張立昂 | 《台灣中油 - 省油哥》廣告歌曲（與三明治女孩 為同一曲） |
| 2014年 | 純愛打造             | 吳勇濱        | 張立昂               | 張立昂 | 收錄於吳勇濱個人專輯《純愛打造》                       |
| 2018年 | 三明治女孩           | 江美琪        | 張立昂               | 天樂   | 偶像劇《三明治女孩的逆襲》片頭曲（與連鎖效應為同一曲） |
| 2018年 | Still Love You       | 張立昂        | 張立昂               | 張立昂 | 偶像劇《三明治女孩的逆襲》片尾曲                       |
| 2018年 | 星空左右             | 張立昂        | 張立昂               | 張立昂 | 偶像劇《三明治女孩的逆襲》插曲                         |
| 2018年 | 我們之間(Between Us) | 張立昂 & 子閎 | 張立昂               | 張立昂 | 偶像劇《三明治女孩的逆襲》插曲                         |
| 2018年 | 脫單會社             | 張立昂        | 張立昂               | 張立昂 | 電影《有五個姊姊的我就註定要單身了啊！》片尾曲         |
| 2019年 | 感應心電             | 張立昂        | 張立昂 & Andrew Page | 張立昂 |                                                        |
| 2019年 | Tonight I'm Here     | 張立昂        | 張立昂               | 張立昂 | 偶像劇《浪漫輸給你》插曲                               |
| 2019年 | 說說話               | 張立昂        | 張立昂               | 張立昂 | 偶像劇《浪漫輸給你》插曲                               |
| 2019年 | 1440分               | 張立昂        | 張立昂               | 張立昂 |                                                        |
| 2020年 | 輸給你               | 張立昂        | 張立昂               | 張立昂 | 偶像劇《浪漫輸給你》片尾曲                             |

## 個人演唱會
| 日期          | 名稱                      | 地點                       |
| ------------- | ------------------------- | -------------------------- |
| 2019年3月9日  | 「感應 張立昂」音樂會     | Legacy Taipei 音樂展演空間 |
| 2020年8月26日 | 「Oxymoron 矛盾體」演唱會 | Legacy Taipei 音樂展演空間 |

## 獎項
| 年份   | 頒獎典禮             | 獎項                       | 作品           | 結果   |
| ------ | -------------------- | -------------------------- | -------------- | ------ |
| 2015年 | BEAUTY 美人大賞      | 風雲男神                   | 不適用         | 獲獎   |
| 2016年 | BEAUTY 美人大賞      | 風雲男神                   | 不適用         | 獲獎   |
| 2016年 | 第5屆華劇大賞        | 最佳男演員獎               | 《1989一念間》 | 提名   |
| 2016年 | 第5屆華劇大賞        | 最佳潛力新星獎             | 《1989一念間》 | 獲獎   |
| 2016年 | 第5屆華劇大賞        | 最佳螢幕情侶奬             | 《1989一念間》 | 獲獎   |
| 2016年 | 第5屆華劇大賞        | 最佳接吻獎                 | 《1989一念間》 | 提名   |
| 2016年 | Fanily閃亮星大賞     | 新生代男神                 | 不適用         | 獲獎   |
| 2017年 | MiLK AWARDS 潮流大賞 | 社群人氣藝人               | 不適用         | 提名   |
| 2017年 | BEAUTY 美人大賞      | 年度風雲男神               | 不適用         | 獲獎   |
| 2018年 | BEAUTY 美人大賞      | 年度風雲男神               | 不適用         | 獲獎   |
| 2019年 | BEAUTY 美人大賞      | 年度風雲男神               | 不適用         | 獲獎   |
| 2020年 | BEAUTY 美人大賞      | 年度風雲男神               | 不適用         | 獲獎   |
| 2020年 | 三立新聞網           | 總裁老公票選               | 不適用         | 第一名 |
| 2021年 | 第2屆Vidol威劇大賞   | 最佳男主角獎               | 《浪漫輸給你》 | 獲獎   |
| 2021年 | 第2屆Vidol威劇大賞   | 最佳超甜吻戲獎（與宋芸樺） | 《浪漫輸給你》 | 獲獎   |
| 2021年 | 第2屆Vidol威劇大賞   | 最佳銷魂床戲獎（與宋芸樺） | 《浪漫輸給你》 | 提名   |
| 2021年 | 第2屆Vidol威劇大賞   | 最佳養眼胸肌獎             | 《浪漫輸給你》 | 提名   |
| 2021年 | 第16屆首爾國際電視節 | 亞洲明星獎                 | 《浪漫輸給你》 | 獲獎   |

## 外部連結
- Marcourageous的Instagram帳戶
- YouTube上的張立昂 MarcusC頻道
- 張立昂 MarcusC的Facebook專頁
- 張立昂 MarcusC的新浪微博